# Straßenbrücke von Kidira
Die Straßenbrücke bei Kidira ist eine Brücke über den Fluss Falémé, einen Nebenfluss des Senegal, zwischen den Orten Kidira im Senegal und Diboli in Mali. Sie überführt von malischer Seite die RN1 beziehungsweise von senegalesischer Seite eine Anbindung an die N 1 und die N 2. Die Brücke ist Teil des Dakar-N’Djamena-Highways und die bedeutendste Straßenverbindung zwischen beiden Staaten. Sie wurde an Stelle einer vorbestehenden Furt errichtet. Die Fahrbahn auf der Brücke ist zweistreifig. Mittig befindet sich die Grenze zwischen den Staaten. Die Grenzkontrollpunkte sind jeweils vor der Brücke errichtet.
Es handelt sich um eine 1990 fertiggestellte Stahlträgerbrücke mit acht Brückenöffnungen bei einer Gesamtlänge von 193,80 Meter.

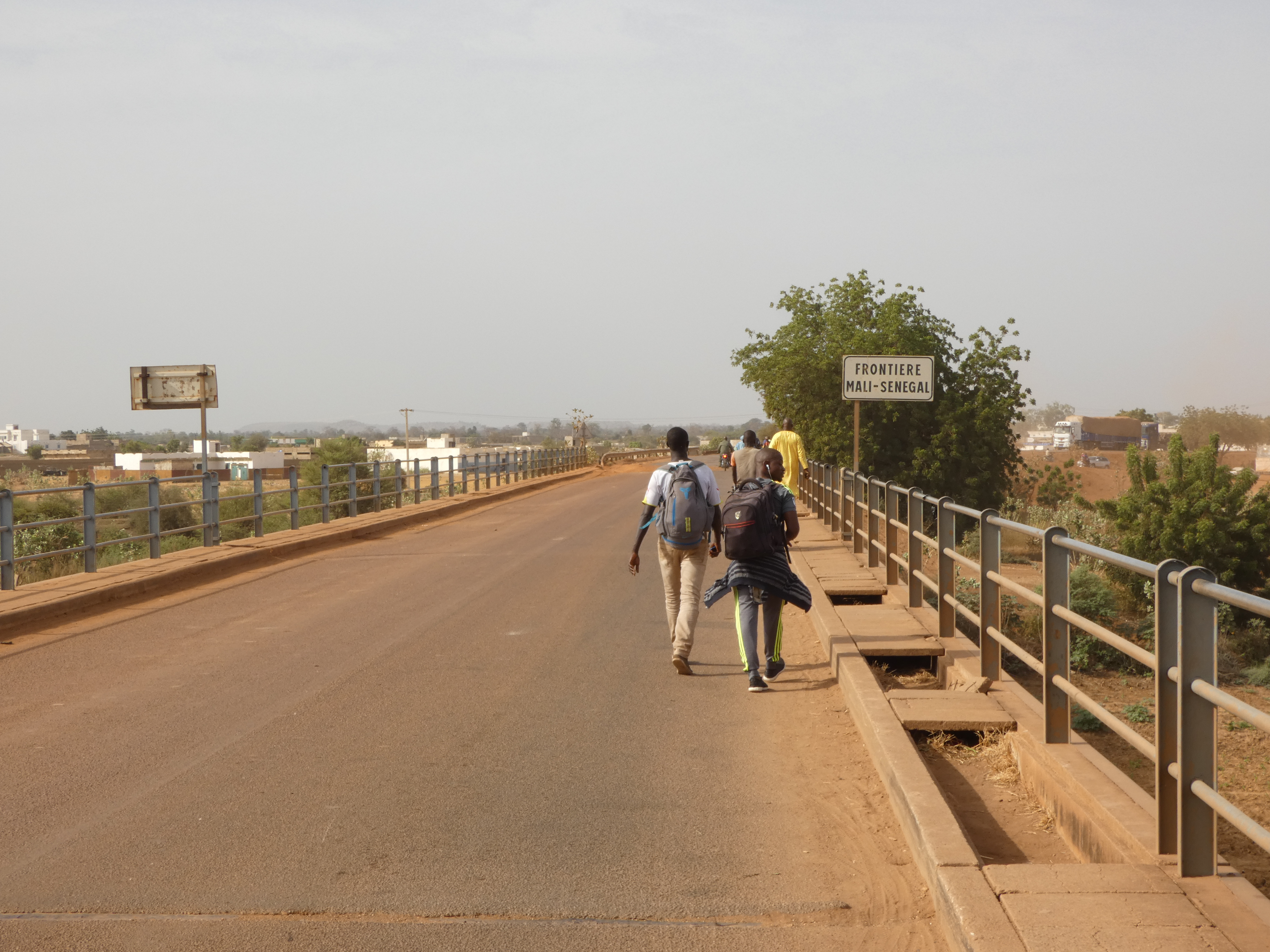
Die Grenze zwischen den Staaten auf der Brücke von malischer Seite